# Denso
DENSO Corporation (株式会社デンソー, Kabushiki-gaisha Densō) (TYO: 6902) é um fabricante mundial de componentes automotivos com sede na cidade de Kariya, prefeitura de Aichi, no Japão. Fundada 16 de dezembro de 1949, DENSO é membro do Grupo Toyota de empresas, um dos maiores conglomerados do Japão. Embora seja parte do Grupo Toyota, a DENSO fornece componentes para fabricantes automotivos do mundo inteiro. Em 2016, a DENSO era a quarta maior fornecedora automotiva do planeta e é atualmente considerada a melhor fornecedora automotiva durante vários anos consecutivos pelo ranking AutoData.
Originalmente nomeada como Nippondenso Co. Ltd. (日本 电 装 株式会社, a Nippon Denso Kabushiki-gaisha é conhecida por criar o QR Code, um sistema de dois códigos de barras bidimensional que é especialmente prevalente no Japão. Em 2006, DENSO foi listada em # 207 na lista Fortune 500 com uma receita total de E.U. 28,2 bilhões dólares e um lucro de E.U. $ 1,5 bilhão. Em 2009, DENSO foi listada em # 271 na lista Fortune 500 com uma receita total de E.U. $ 31.282 milhões

## Presença internacional

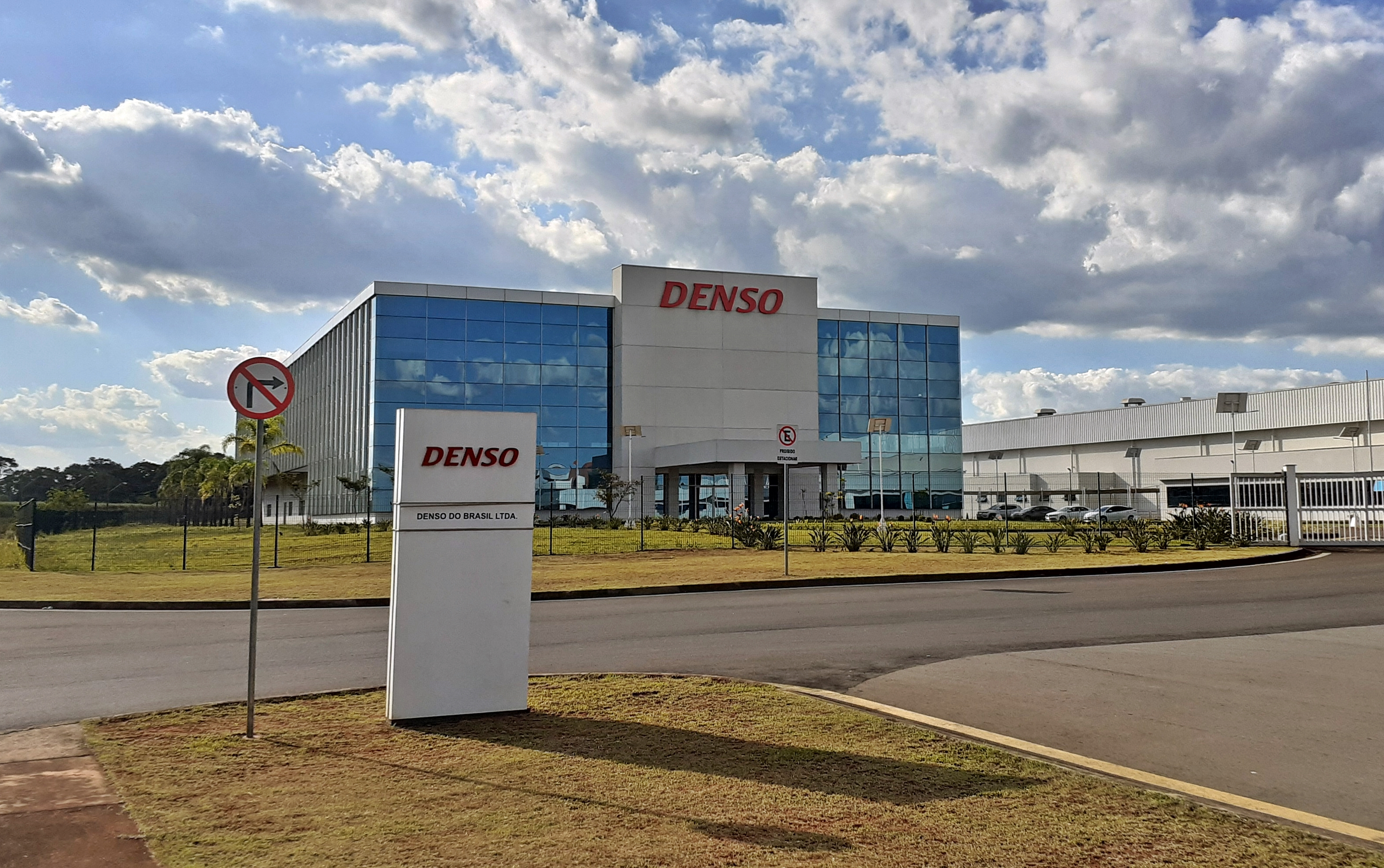
Fábrica da Denso em Santa Bárbara d’Oeste, São Paulo, Brasil.

Até 2021, a DENSO Corporation consistia de 200 filiais (64 no Japão, 33 nas Américas, 31 na Europa e 72 na Ásia / Oceania), com um total de 168 mil empregados. 

### Brasil
A Denso está presente no Brasil desde 1980, ano em que estabeleceu sua sede em Curitiba, Paraná, onde trabalham cerca de 1.780 trabalhadores na produção e venda de aparelhos de ar-condicionado para automóveis, compressores e diversas autopeças.
Em 2012, a Denso inaugurou uma nova unidade em Santa Bárbara d’Oeste, São Paulo, sendo este seu novo centro tecnológico para pesquisas e desenvolvimento da América Latina, contando com um moderno laboratório para testes veiculares - um túnel de vento com simulador de diversas condições, dinamômetro de rolo, com temperatura variável de graus Celsius negativos a altas temperaturas ambientes e velocidades de até 180 km/h - levantado sob um investimento de quase 100 milhões de dólares. A fábrica se dedica à produção de aparelhos de ar-condicionado para automóveis, módulos de refrigeração e limpadores de para-brisa.